# مائة يوم ويوم
مائة يوم ويوم: في بغداد هو كتاب واقعي للصحفي النرويجي أسنه سيرستاد [الإنجليزية].

## خلفية
في الفترة من يناير/كانون الثاني حتى أبريل/نيسان 2003 - لمدة مائة وواحد يوم - عملت أسنه سيرستاد كمراسلة في بغداد لوسائل الإعلام الإسكندنافية والألمانية والهولندية. من خلال مقالاتها وتغطيتها التلفزيونية المباشرة، قامت بتغطية الأحداث في العراق قبل وأثناء وبعد غزو العراق. تركز سيرستاد في كتابها على الحياة اليومية للمواطنين العراقيين العاديين، وتقدم نظرة نادرة على حياتهم اليومية تحت التهديد المستمر بالهجوم أولاً من الحكومة العراقية ومن ثم من القنابل الأمريكية، فضلاً عن وصف الإحباط الذي يشعر به الصحفيون في العراق، ومحاولاتهم لتمييز الحقيقة.

## ترجمة
تُرجم الكتاب الأديب صلاح مهدي السعيد إلى العربية الصادر عن المركز الثقافي للطباعة والنشر عام 2014، وعن مؤسسة أبجد للترجمة والنشر والتوزيع عام 2022.